# Kirsten Munk
Kirsten Munk (da. Kristen Munk) istnieje również pisownia Kristin Munck (ur. 6 lipca 1598  – zm. 19 kwietnia 1658) − duńska szlachcianka, druga, morganatyczna żona króla Danii i Norwegii Chrystiana IV i matka dwanaściorga jego dzieci.

## Pochodzenie i związek z królem
Kirsten Munck była córka potężnego szlachcica i posiadacza ziemskiego Ludwiga Munka (1537–1602) oraz jego żony Ellen Marsvin (1572–1649), która dziedzicząc po swoim drugim mężu stała się najbogatszą kobietą w Danii. 
Król zakochał się w Kristen jeszcze w czasie trwania swojego pierwszego małżeństwa z Anną Katarzyną Hohenzollern (1575–1612). Negocjacjami dotyczącymi przyszłości córki zajmowała się matka Kristen - Ellen Marsvin, która nalegała na rozwód z królową i poślubienie córki, ponieważ rody Muncków jak i Marsvinów były rodami szlacheckimi, a ich potomkini należało się takie traktowanie. Nie mogło być mowy o tym by Kristen została królewską kochanką - dowodem uczuć króla były kolejne posiadłości i tytuły spadające na samą zainteresowaną, jak i na jej krewnych. Rozmowy przybrały na sile dopiero wtedy kiedy zmarła Anna Katarzyna, po przyrzeczeniu dożywotniej i niezależnej od faworów króla pensji, został podpisany kontrakt ślubny i dopiero 31 grudnia 1615 roku w jednym z królewskich pałaców zostało zawarte małżeństwo morganatyczne pomiędzy zakochanym królem i młodziutką szlachcianką. W 1627 Kristen Munk otrzymała tytuł hrabiny Schleswig-Holstein, co było nagrodą za urodzenie królowi dwanaściorga dzieci, które jednak ze względu na niskie (według standardu rodziny królewskiej) pochodzenie matki nigdy nie zajęły miejsca w kolejce do tronu i traktowane były jako na wpół bękarty.

## Dzieci
Kristin Munk urodziła królowi dwanaścioro dzieci - ojcostwo ostatniej córki, Doroty Elżbiety nie jest pewne;
- nienazwane dziecko zmarłe wkrótce po porodzie (ur. i zm. w 1615)
- nienazwany chłopiec zmarły wkrótce po porodzie (ur. i zm. w 1617)
- Anna Chrystiana Oldenburg (ur. 10 sierpnia 1618 – zm. 20 sierpnia 1633)
- Zofia Elżbieta Oldenburg (ur. 20 września 1619 – zm. 29 kwietnia 1657); żona Chrystiana von Pentz
- Eleonora Krystyna Oldenburg (ur. 8 lipca 1621 – zm. 16 marca 1698); żona Corfitza Ulfeldta (1606–1664)
- Waldemar Chrystian Oldenburg (ur. ok. 1622 – zm. 26 lutego 1656)
- Elżbieta Augusta Oldenburg (ur. 28 grudnia 1623 – zm. 9 sierpnia 1677); żona Hansa Lindenove
- Fryderyk Chrystian Oldenburg (ur. 26 kwietnia 1625 – zm. 17 lipca 1627)
- Chrystiana Oldenburg (ur. 15 lipca 1626 – zm. 6 maja 1670); żona Hannibala Sehesteda
- Jadwiga Oldenburg (ur. 15 lipca 1626 – zm. 5 października 1678); żona Ebbego Ulfeldta
- Maria Katarzyna Oldenburg (ur. 29 maja 1628 – zm. 1 września 1628)
- Dorota Elżbieta Oldenburg (ur. 1 września 1629 – zm. 18 marca 1687); prawdopodobnie córka hrabiego Ottona Ludwiga Salm-Kyburg.

Wiadomo, że Kristen Munk traktowała swoje dzieci okropnie – biła je (zwłaszcza córki), znęcała się nad nimi, zabierała wszystkie nowe ubrania i klejnoty, jakie dostawały od króla, by ofiarować je swojemu kochankowi. Kiedy jedna z jej niedawno urodzonych córek, Maria Katarzyna zmarła niespodziewanie we wrześniu, Kristen wymknęła się pod pozorem ataku łez z pogrzebu, by móc przebywać z ukochanym.
Dzieci Kristen Munk i króla poślubiły przedstawicieli duńskich rodów szlacheckich, najbardziej prominentnymi z nich byli Corfitz Ulfeldt i Hannibal Sehested, którzy dzięki tym małżeństwom i łasce monarchy wspięli się wysoko w szczeblach władzy. Jeden z synów Kristin, hrabia Waldemar Chrystian był nawet zaręczony z córką cara Michała I, carewną Ireną Michajłowną. Związek ten miał służyć zbliżeniu Rosji do Danii i wymiany handlowej, na której szczególnie zależało carowi. Planowane małżeństwo nie doszło jednak do skutku ze względu na religijne obiekcje młodego hrabiego, który był gorliwym protestantem i nie miał zamiaru zmieniać wiary na prawosławie.
Jedna z córek Kristen, Eleonora Krystyna była znana z wielkiego smaku i elegancji, kosztownych strojów, pereł i klejnotów, czym tak rozwścieczyła żonę swojego przyrodniego brata Fryderyka III, Zofię Amelię, że królowa skazała ją na dożywotnie więzienie w tzw. Białej Wieży kopenhaskiego zamku. Po Eleonorze Krystynie pozostały bezcenne (z punktu widzenia dzisiejszych historyków) pamiętniki opisujące rozłam w małżeństwie jej rodziców, konflikty pomiędzy jej mężem, szwagrami i braćmi i pierwsze lata panowania przyrodniego brata. Do dziś Pamiętniki pisane we wczesnej młodości i pierwszych latach małżeństwa hrabiny, a wydane w kilka lat po jej śmierci, pozostają jednym z najciekawszych dzieł duńskiej literatury.

## Rozstanie

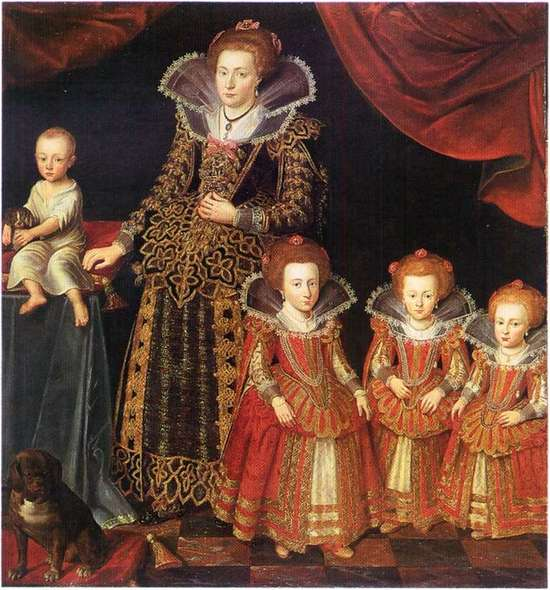
Kirsten Munk z dziećmi, obraz autorstwa Jakuba van Doordt powstały około 1623

W miarę starzenia się króla i pogorszenia stanu jego zdrowia około 1625 roku, jego temperament spadał i coraz rzadziej odwiedzał żonę w sypialni.
Na początku 1627 Kirsten zakochała się w niemieckim kapitanie kawalerii w służbie jej męża, hrabim Ottonie Ludwigu Salm-Kyrburg (1597–1634). Kochankowie spotykali się ze sobą w Funen, Kronborgu i Kopenhadze, więc wkrótce do króla doszła wiadomość o romansie żony. Udał się do jej komnat, gdzie zastał dwie śpiące służące przed drzwiami sypialni Kristen, zobaczywszy to, nakazał wyrycie daty tego zdarzenia na jednym z kamieni w pałacowym parku i od tej pory nie kochał się już z żoną. Jej ostatnia córka przyszła na świat w dziesięć miesięcy po tym zdarzeniu i kiedy król odmówił uznania jej za swoje dziecko, Kristen wpadła w szał. W końcu król formalnie oskarżył Kristen o cudzołóstwo, czarnoksięstwo, próbę otrucia i związek z magikiem z Hamburga.
Jego teściowa Ellen Marsvin chcąc ocalić od niesławy chociaż swoje wnuki, które właśnie wtedy wchodziły w związki małżeńskie z członkami duńskiej szlachty, poleciła królowi damę dworu swojej córki Vibeke Kruse. Król szybko zakochał się w młodej damie dworu i miał z nią kilkoro dzieci, które stały się poważnymi rywalami dzieci Kristen Munk. Po tym jak ta ostatnia chciała otruć kochankę męża własnym preparatem na trądzik, król ostatecznie rozwiódł się z nią w 1629 i pozwoliwszy zachować wszystkie bogactwa i dochody wygnał Kristen na Jutlandię.
Kirsten odmówiła przyznania się do cudzołóstwa (w ten sposób jej dzieci utraciłyby status i bogactwo), była jednak przetrzymywana w areszcie domowym do 1647, kiedy to po ciężkiej chorobie Chrystiana IV w obawie o swoje bezpieczeństwo i pozbawiona jego opieki Vibeke Kruse wyjechała do Szwecji. Kristen nigdy nie próbowała się na niej zemścić, pozostawiła też w spokoju dwójkę jej dzieci z królem, czasami tylko odwiedzając swoje córki i syna na dworze.

## Późniejsze życie
Według ówczesnych pamiętnikarzy znajdujący się w 1648 na łożu śmierci Chrystian IV posłał po Kristen, ale król był już martwy, kiedy przybyła na dwór. Zarówno samej Kristen Munk, jak i  jej krewnych i dzieci nie dotknęły prześladowania, jakich doznawały nieślubne dzieci i kochanki Chrystiana IV z ręki jego następcy – działo się tak dzięki temu, że oboje wzięli ślub i byli co prawda morganatycznym, ale zawsze małżeństwem.
Kristen pod koniec życia osiadła wraz z córką Eleonorą Krystyną i jej mężem Corfitzem Ulfeldtem w Szwecji. Wiadomo, że Kristen finansowała szwedzką inwazję Karola X na Danię, po tym, jak Zofia Amalia uwięziła Eleonorę Krystynę i usunęła resztę jej dzieci z dworu. Kristen Munk zmarła 19 kwietnia 1658 roku w Odense i została pochowana ze wszelkimi honorami należnymi królowej.